# Poręby (Gniewczyna Łańcucka)
Poręby – osada wsi Gniewczyna Łańcucka w Polsce położona w województwie podkarpackim, w powiecie przeworskim, w gminie Tryńcza, w sołectwie Gniewczyna Łańcucka.
W latach 1975–1998 miejscowość położona była w województwie przemyskim.
Poręby obejmują 24 domy.